# Sigurd Monssen
Sigurd Synnestvedt Monssen (født 10. oktober 1902, død 7. november 1990) var en norsk roer fra Bergen, der sammen med sin bror Carl Monssen roede for Fana Roklubb.
Monssen vandt bronze i otter ved OL 1948 i London som styrmand i båden, der blev roet af Harald Kråkenes, Thorstein Kråkenes, Hans Hansen, Kristoffer Lepsøe, Halfdan Gran Olsen, Leif Næss, Thor Pedersen og hans bror Carl Monssen. Nordmændene blev nummer to i deres indledende heat, men vandt derpå opsamlingsheatet og derpå deres semifinale. I finalen kunne ingen af de to øvrige både følge med USA, der vandt med næsten ti sekunders forspring til Storbritannien på andenpladsen, der var 3,4 sekunder foran de norske bronzevindere.

## OL-medaljer
- 1948:  Bronze i otter